# Alfredo "Chocolate" Armenteros
Alfredo "Chocolate" Armenteros (Santa Clara, 4 de abril de 1928-Nueva York, 6 de enero de 2016) fue un trompetista cubano de jazz y música cubana.
Empezó tocando en una banda dirigida por René Álvarez llamada Conjunto Los Astros, y pronto después con Arsenio Rodríguez. El apodo "Chocolate" se originó cuando alguien le confundió con el boxeador Kid Chocolate. Fue miembro del famoso conjunto cubano Sonora Matancera entre 1977 y 1980. Tocó con algunos de los más renombrados músicos de la música tropical, incluyendo José Fajardo, el puertorriqueño César Concepción (1909-1974), Charlie Palmieri y Machito.

## Discografía
- 1974: Roberto Torres y Chocolate juntos
- 1975: Bien sabroso
- 1976: En el Rincón
- 1980: Prefiero el son
- 1982: Y sigo con mi son
- 1983: Chocolate en sexteto
- 1987: Rompiendo hielo
- 1998: Chocolate and his Cuban soul